# کبالت(II) سولفات
کبالت دو سولفات ترکیبی متشکل از کبالت و گوگرد است که در کتاب‌های کیمیای قدیم به زاج سرخ هم مشهور است.